# Colchester
För andra betydelser, se Colchester (olika betydelser).
Colchester (engelskt uttal: [ˈkoʊltʃɛstər] lyssna (fil)) är en stad i grevskapet Essex i sydöstra England. Staden är huvudort i distriktet med samma namn och ligger cirka 83 kilometer nordost om centrala London. Tätortsdelen (built-up area sub division) Colchester hade 119 441 invånare vid folkräkningen år 2011.
I Colchester ligger University of Essex. Stadens fotbollslag heter Colchester United FC.

## Historia
Colchester anses vara Englands äldsta stad. Staden grundades av romarna som gjorde den till Englands första huvudstad, Camulodunum. Plinius den äldre som dog år 79 nämner staden i en av sina böcker.
Colchester Castle som började byggas år 1069 är en av de mest välbevarade medeltida byggnaderna i England och inrymmer ett museum.
Staden nämndes i Domedagsboken (Domesday Book) år 1086, och kallades då Colecastro/Colecestra.